# Буэро Вальехо, Антонио
Анто́нио Буэ́ро Валье́хо (исп. Antonio Buero Vallejo; 29 сентября 1916[…], Гвадалахара, Кастилия-Ла-Манча — 29 апреля 2000, Мадрид) — испанский драматург.

## Биография
В юности заинтересовавшись живописью, вступил в Коммунистическую партию Испании и принял участие в Испанской Гражданской войне на стороне республиканцев, за что был посажен в тюрьму. Несмотря на это, не сдался, и когда вышел, сконцентрировался на театре, не прекращая создавать общественные и политические воззвания, что стоило ему запрета ставить некоторые из своих работ.
Критика подразделяет его творчество на пьесы для символического театра, театр социальной критики, исторические драмы.
Многие пьесы драматурга были экранизированы.

## Произведения
Его произведения для театра, — в хронологическом порядке поставленных премьер:
- История одной лестницы (1949)
- В пылающей тьме (1950)
- Она ткала свои мечты (1952)
- Сигнал, которого ждут (1952)
- Почти волшебная сказка (1953)
- Рассвет (1953)
- Иренэ или сокровище (1954)
- Игра втемную (1957)
- Сегодня праздник (1955)
- Народу требуется мечтатель (1958)
- Менины (1960)
- Концерт в Сан Овидио (1962)
- Тайное приключение (1963)
- Подвальное окно (1967).
- Первый Акт (1967).
- Двойная история доктора Вальми (1968)
- Сон разума (1970)
- Выстрел (1977)
- К прибытию богов (1971)
- Учреждение (1974)
- Ночные судьи (1979)
- Кайман (1981)
- Тайная беседа (1984)
- Лазарь в лабиринте (1986)
- Музыка вблизи (1989)
- Ловушки случая (1994)
- Поездка в пустое селение (1999)

## Публикации на русском языке
- Пьесы/ Составление и послесловие Л. Синянской. М.: Искусство, 1977

## Признание и награды
Член Королевской Испанский академии с 1971. Награждён:
- Премия Лопе де Вега в 1949 году за пьесу «История одной лестницы»,
- Национальная Премия Испанских Наук в 1996
- Премия «Мигель де Сервантес» в 1986.